# Saint-Quentin-sur-Nohain
Saint-Quentin-sur-Nohain este o comună în departamentul Nièvre din centrul Franței. În 2009 avea o populație de 127 de locuitori.

## Evoluția populației
| An        | 1975 | 1982 | 1990 | 1999 | 2006 | 2009 |
| --------- | ---- | ---- | ---- | ---- | ---- | ---- |
| Populație | 125  | 114  | 130  | 124  | 126  | 127  |